# Discographie de Coco Lee
 (novembre 2020).
Ceci est la discographie officielle de Coco Lee, chanteuse, auteur-compositeur et actrice née à Hong Kong et ayant grandi à San Francisco. Ici sont recensés tous ses titres, traduits en anglais.

## Albums

### Love from now on[2]
Titre chinois : 愛就要趁現在 

Label : Fancy Pie 

Date de sortie : 06/1994 

Langue : mandarin 

1-I’m still your lover (我依然是你的情人) 

2-This is it (就到這裡)

3-Can’t give you tenderness (不能給你溫柔) 

4-Weekend in Taipei (週末的台北)

5-Reluctant to part (難分難離) (feat. Cheung Shui-Chit) 

6-Meant to be (前世今生)

7-Rose garden (玫瑰園)

8-love from now on (愛就要趁現在)

9-Missing your love (想你的心想你的情)

10-Tonight (今晚)

### Promise me[3]
Titre chinois : 答應我 

Label : Fancy Pie 

Date de sortie : 12/1994 

Langue : mandarin 

1-I’m still your lover (unplugged) (我依然是你的情人)

2-truly and whole-heartedly (真心真意)

3-promise me (答應我)

4-love, will never return (愛,再也不回來)

5-don’t let me fall for you (別讓我真愛上你)

6-let me love (讓我愛吧)
 
7-change of heart (變心)

8-love come so easy 

9-fly (飛)
 
10-you’re not my only one (你不是我的唯一)

11-make the world more beautiful (Merry Christmas) (讓世界更美麗)

### Brave enough to love[4]
Titre chinois : 勇敢去愛 

Label : Fancy Pie 

Date de sortie : 06/1995 

Langue : anglais 

1-I’ve never been to me 

2-break out 

3-words get in the way 

4-smoke get in your eyes 

5-love me tender 

6-stand by me 

7-hero 
 
8-the sign 

9-I will always love you 

10-come back to me 

### Woman in love[5]
Titre chinois : 被愛的女人 

Label : Fancy Pie 

Date de sortie : 09/1995 

Langue : mandarin 

1-you’re the one I love (我愛的是你)

2-woman in love (orchestre version) (被愛的女人)

3-you’re in my heart (你在我心上)

4-never weary (不朽)

5-can’t learn to love you more (學不會更愛你)

6-forget about it (忘了吧)

7-unbiased (視若無睹)
 
8-woman in love (被愛的女人)

9-the apple of your eyes (掌上明珠)

10-thanks (感謝)

### You're in my heart concert[6]
Titre chinois : 你在我心上 

Label : Fancy Pie 

Date de sortie : 12/1995 

Langue : mandarin / anglais 

remarque : Live 

1-meant to be 

2-you're in my heart 

3-what's up 

4-stand by me 

5-break out 

6-rose garden 

7-don't let me fall for you 

8-love me tender 

9-tonight 

10-love come so easy 

11-promise me 

12-truly and whole heartedly 

13-petit bateau 

14-mi tierra 

15-fly 

Special edition Truly (真實)' : 

CD 1 

1-intro 

2-this is it 

3-the apple of your eyes 

4-weekend in Taipei 

5-forget about it 

6-can’t learn to love you more 

7-I'm still your lover 

8-you're the one I love 

9-woman in love 

10-make the world more beautiful (Merry Christmas) 

CD 2 

You're in my heart concert 

### Beloved collection[8]
Titre chinois : 情人被愛 

Label : Fancy Pie 

Date de sortie : 08/1996 

Langue : mandarin / anglais 

remarque : best of 

CD 1 

1-woman in love 

2-whole-heartedly 

3-loved deeply (深深爱過) (feat. Allen Ting) 

4-reluctant to part 

5-you’re the one I love 

6-unbiased 

7-rose garden 

8-I’m still your lover 

9-promise me 

10-change of heart 

11-can’t give you tenderness 

12-don’t let me fall for you 

CD 2 

1-I’m still your lover (karaoke version) 

2-whole-heartedly (karaoke version) 

3-woman in love (karaoke version) 

4-you made me drunk (live) (你把我灌醉) (reprise de David Huang) 

### Dance with the wind[9]
Titre chinois : 玟風起舞 

Label : Fancy Pie 

Date de sortie : 05/1997 

Langue : mandarin / anglais 

remarque : remix 

1-woman in love 

2-let me love 

3-this is it 

4-forget about it 

5-rythm is gonna get you 

6-can't learn to love you more 

7-weekend in Taipei 

8-break out 

9-the sign 

10-what's up 

### Coco Lee (Love me longer)[10]
Label : Sony Music 

Date de sortie : 03/1996 

Langue : mandarin 

1-Love me a little longer (愛我久一點)

2-Yesterday’s passion (往日情)

3-She cries before she sleeps (feat. Mindy Ke/Quah) (她在睡前哭泣)

4-The wonderful thing about love (愛情的好處)

5-Asking my heart (心裡問)

6-Hiding from the rain (無處躲雨)

7-Trust (依賴)

8-Need some lovin’ tonit 

9-Love you forever (愛到底)

10-The last chapter of the fairy tale (童話最後一章)

Special edition : 

11-Yesterday's passion (karaoke)

### Coco’s party[11]
Label : Sony Music 

Date de sortie : 06/1996 

Langue : anglais 

1-it’s a party 

2-safe in the arms of love 

3-to love you more 

4-this masquerade 

5-there’ll be sad songs 

6-colors of the wind 

7-I love your smile 

8-another sad love song (ballade version) 

9-dancing queen 

10-shadow dancing 
 
11-another sad love song (dance version) 

### Sincere
Label : Sony Music 

Date de sortie : 05/1997 

Langue : mandarin 

1-love you if I want (愛你是我的自由)

2-each time I think of you (每一次想你)

3-garden of Eden (伊甸園)

4-cat (貓)

5-on the road (路上)

6-waiting for love (等愛降落)

7-in the morning (明天一早的決定)

8-my wings (with sisters Carol & Nancy) (我的翅膀)

9-still in love with you 

10-love you is hard (愛你是大麻煩)

Special edition :  

11-waiting for love (en cantonais) (虚線)

VCD 

1-yesterday's passion (MV) 

2-everytime I think of you (MV) 

### Coco Lee (Be careful next time)[13]
Label : Sony Music 

Date de sortie : 12/1997 

Langue : cantonais 

1-longing to see you (真的想見你)

2-love you again in 2090 (2090年再爱你)

3-be careful next time (下次小心)

4-remain of your warmth (餘溫)

5-tight between men & women (男女之爭)

6-never forget (念念不忘)

7-Mr. Almost-right (差不多先生)

8-ask yourself (问自己) 

9-sad angel (憂傷天使) 

10-if you decided not to love me (如果你決定不愛我)

Special edition : 

VCD 

1-love you if I want (MV) 

2-it's a party (MV) 

### Di da di[14],[15]
Label : Sony Music 

Date de sortie : 01/1998 

Langue : mandarin 

1-after winter's gone (過完冬季)

2-di da di 

3-all I want to say (暗示)

4-beautiful bimbo (美麗笨女人)

5-female heart (女人心)

6-longing to see you (真想見到你)

7-perfect in every way 

8-blame it on pop music (都是流行歌曲的錯)

9-message (訊息)

10-hint after hint (再暗示)

11-someone’ll love you (不怕沒人來愛我)

12-pet (寵物)

### Sunny day[16],[17]
Label : Sony Music 

Date de sortie : 25/06/1998 

Langue : mandarin 

1-you are my superman (你是我的Superman)

2-secretly love you (默默愛你)

3-feelin’ good (好心情)

4-diamond (亮亮的承諾)

5-sunny day 

6-reflection (自已)

7-don’t wanna play (不玩這種)

8-answer (答案)

9-don’t love you anymore (不愛你了)

10-colors of the world (顏色)

11-hallucination (錯覺)

12-wu wu la la la 

### Million fans concert[18]
Titre chinois : 萬人迷 

Label : Sony Music 

Date de sortie : 12/1998 

Langue : mandarin / anglais 

remarque : live 

CD 1 

1-it’s a party + love you if I want + la bamba + it’s a party 

2-longing to see you 

3-after winter’s gone 

4-feelin’ good + material girl 

5-diamond 

6-you are my superman + Mr. Almost-right 

7-each time I think of you 

8-I’m still your lover 

9-secretly love you 

CD 2 

1-di da di + sha la la 

2-killing me softly 

3-waiting for love 

4-careless whisper 

5-the colors of the world 

6-all I want to say 

7-reflection 

8-sunny day 

9-yesterday’s passion 

10-river deep mountain high 

11-love me a little longer 

### Today til forever[19]
Titre chinois : 今天到永遠 

Label : Sony Music 

Date de sortie : 27/05/1999 

Langue : mandarin 

1-see you again (再見一面)

2-stay with me 

3-today til forever (今天到永遠)

4-mirror (魔鏡)

5-handsome man (美男子)

6-best kind of love (最好的愛)

7-we can dance 

8-married you (你讓我有感覺)

9-you do love me (你是愛我的)

10-we agreed (我們說好)

11-honesty danger (真心話大冒險)

12-touch 

CD 2 
 
1-complete (完整)

Special edition 1 : 

VCD live 

1-When the drums start (鼓聲若響) 

2-best kind of love 

3-honesty danger 

Special edition 2 : 

CD 2

-complete 

CD 3 

1-stay with me (dance remix) 

2-Di da di (dance remix) 

3-dancing queen (dance remix) 

### Just no other way[22]
Label : 550 Music 

Date de sortie : 27/10/1999 

Langue : américain 

1-do you want my love (feat. A-Butter) 

2-just no other way (to love me) 

3-can’t get over (feat. Kelly Price) 

4-did you really love me 

5-before I fall in love 

6-wherever you go 

7-I will be your friend 

8-all tied up in you 

9-don’t you want my love 

10-crazy ridiculous 

11-can we talk about it 

### The best of my love[23]
Label : Sony Music 

Date de sortie : 28/01/2000 

Langue : mandarin 

remarque : best of 

CD 1 

1-listen one more time (再聽一次) 
 
2-every moment of love (愛你在每一天)

3-yesterday’s passion 

4-my wings 

5-after winter’s gone 

6-see you again 

7-waiting for love 

8-all I want to say 

9-secretly love you 

10-reflection 

11-complete 

12-I’m still your lover 

CD 2 

1-love me a little longer 

2-love you if I want 

3-di da di 

4-longing to see you 

5-you are my superman 

6-sunny day 

7-feelin’ good 

8-stay with me 

9-love you in 2090 

10-sad angel 

### You & me[24]
Label : Sony Music 

Date de sortie : 24/08/2000 

Langue : mandarin 

1-true lover (真情人)

2-love you until... (愛你愛到)

3-another woman’s perfume (誰的香水味) (feat. Silky Fine) 

4-watch out for men (小心男人)

5-sweet baby (撒野) 

6-you & me 

7-just me (我的快樂不為誰)

8-natural reaction (自然反應)

9-when love’s in pieces (當愛成碎片)
 
10-you asked... (你問)

Special edition : 

VCD 

1-True Coco's live video (1) 

2-Love you until... (MTV) 

3-True Coco's live video (2) 

4-Another woman's perfume (MTV) 

5-Coco's best love 

### Promise Coco[26]
Label : Sony Music 

Date de sortie : 12/10/2001 

Langue : mandarin / cantonais 

1-So crazy 

2-Dao ma dan ou Actress versed in a swordplay (刀馬旦) (feat. Jay Chou) 

3-Baby, I’m sorry (Baby對不起)

4-Blue sky (藍天)

5-Love too much (愛太多)
 
6-Let go (逃脫)
 
7-I’m still in love 

8-Eternal promise (不變的諾言)

9-Love so real (愛是那麼真)

10-Final countdown (倒數開始)

11-Easy come, easy go (好來好往)

12-Selfish love (愛你才在意)

13-A love before time (月光愛人)

Hong Kong edition : 

VCD 

1-Easy come, easy go (MV) 

2-A love before time (MV) 

3-The making of this album 

### D. Is Coco[27]
Sous-titre chinois : 愛琴海新歌 + 電音精選 

Label : Sony Music 

Date de sortie : 18/06/2002 

Langue : mandarin / cantonais 

remarque : remix 

CD 1 
 
1-Pet boy (寵物男孩)

2-Aegean sea (愛琴海)

3-Dao ma dan 

4-Baby I’m sorry 

5-Love you if I want 

6-Mirror 

7-Let go 

8-True lover 

9-From here to eternity 

10-With you I’m contented (有你就夠了)

CD 2 

1-So crazy 

2-The colors of the world 

3-You and me 

4-Di da di 

5-We can dance 

6-You're my superman 

7-Sunny day 

8-Love me a little longer 

9-Best love + secretly love you 

BONUS 

1-D.is.coco non stop remix 

2-From the beginning til' the end (煙絲萬縷) (feat. Jacky Cheung) 

### Exposed[28]
Label : Sony BMG 

Date de sortie : 25/03/2005 

Langue : américain 

1-step in 

2-no doubt (feat. Blaaze) 

3-gotta clue (feat. Joon Park of g.o.d) 

4-hush 

5-so good 

6-touch 

7-rock it 

8-all around the world 

9-belly dance 

10-cool (feat. Joon Park) 

11-music we make 

12-no doubt (feat. Joon Park) 

13-magic words 

### Just want you[29]
Titre chinois : 要定你 

Label : Sony BMG 

Date de sortie : 22/09/2006 

Langue : mandarin 

1. Hip hop tonight (feat. Vanness Wu) 

2. Just want you (要定你)

3. Love at 85°C (愛在85°C)

4. The ninth night (第九夜)

5. Dangerous lover (危險情人)

6. Spy (諜對諜)

7. Waiting for me 

8. Deserted island (無人島)

9. Farvorly loving me (寵愛我)

10. Never ending love (愛不停)

Special edition : 

DVD live 

1. Overture 

2. Just want you 

3. Waiting for me 

4. So crazy 

5. The ninth night + Dangerous lover 

6. A love before time + Yesterday's passion + I'm still your lover 

7. Hip hop tonight 

### 1994-2008 Best collection[30]
Label : Sony Music 

Date de sortie : 20/05/2008 

Langue : mandarin 

remarque : best of
CD 1 
 
1. sahara igloo (撒哈拉冰室)

2. really love you (是真的愛你) 

3. hip hop tonight 

4. so crazy 

5. true lover 

6. feelin' good 

7. after winter's gone 

8. yesterday's passion 

9. di da di 

10. you do love me 

11. mirror 

12. the ninth night 

13. a love before time 

14. before I fall in love 

15. I'm still your lover 

CD 2 

1. me, my lover and I (我和愛人和我) 

2. pondering about love (冥想愛) 

3. dao ma dan 

4. love at 85° C 

5. answer 

6. just want you 

7. no doubt 

8. complete 

9. all I want to say 

10. when love's in pieces 

11. do you want my love 

12. love you until... 

13. woman in love 

14. every time I think of you 

15. love me a little longer 

### East to west[31]
Titre chinois : CoCo的東西 

Label : Warner Music 

Date de sortie : 14/08/2009 

Langue : mandarin 

Taiwan edition : 

1. Love now (愛要現在) 

2. Party time 

3. Beautiful theme song (美麗的主題曲)

4. Turn (流轉)

5. BYOB (Bring your own bag) 

6. Ready or not 

7. Shadow (影子) 

8. 3 hearts (三角心)
 
9. I love movies (我愛看電影)

10. Already loved (既然愛了)

11. East west (東西)

12. I have a dream 

China Mainland edition : 

1. Beautiful theme song 

2. Party time 

3. Turn 

4. Love now 

5. BYOB 

6. Shadow 

7. Ready Or Not 

8. I love movies 

9. 3 hearts 

10. Already loved 

11. East west 

Singapore edition : 

DVD (MVs) 

1. I have a dream 

2. I love movies 

3. BYOB 

4. Party time 

2010 Limited edition (2010 美夢限定版) : 

CD 2 

1. Younger and longer (美夢)

2. Hello-C 

3. Turn remix 

### Ultimate Coco[33]
Titre chinois : 最完美 

Label : Sony Music 

Date de sortie : 02/03/2012 

Langue : mandarin 

Remarque : best of
CD 1 

1-Feelin' good 

2-Di da di 

3-So crazy 

4-Hip hop tonight 

5-Love you if I want 

6-True lover 

7-Aegean sea 

8-Just want you 

9-Sunny day 

10-Take a chance on love 

11-Dao ma dan 

12-Love me a little longer 

13-After winter's gone 

14-Waiting for love 

15-love at 85°C 

16-Baby I'm sorry 

CD 2 

1-Yesterday's passion 

2-See you again 

3-All I want to say 

4-Love you until... 

5-Complete 

6-The ninth night 

7-Secretly love you 

8-Really love you 

9-Every moment of love 

10-Dangerous lover 

11-With you I'm contented 

12-Missing you in 365 days 

13-Best kind of love 

14-She cries before she sleeps 

15-Woman in love 

16-I'm still your lover 

DVD 

01-Di da di (MV) 

02-After winter's gone (MV) 

03-Feelin' good (MV) 

04-Dao ma dan (MV) 

05-Aegean sea (MV) 

06-Hip hop tonight (MV) 

07-The ninth night (MV) 

08-Stay with me (MV) 

09-Another woman's perfume (MV) 

10-She cries before she sleeps (MV) 

Bonus : 

11-Reflection + After winter's gone + A love before time (live)

### Illuminate
Titre chinois : 盛開 

Label : Universal 

Date de sortie : 31/05/2013 

Langue : mandarin et anglais 

1. Knock knock (叩叩) 

2. Stuck on u (Stuck on u 偷心賊) 

3. Impossible (能不能) 

4. Side effects of love (愛的副作用) 

5. Party queen

6. I miss u at night (想念你的夜)

7. Illuminate (盛開) 

8. 1 + 1 (一加一) 

9. A dance for 2 (雙人舞) 

10.  Match made in heaven 

11. I just wanna marry u 

## Maxi singles

### Di da di color remix[34]
Titre chinois : ５顔６色 Di da di 

Label : Sony Music 

Date de sortie : 1998/04 

Langue : mandarin 

1. Colors of the world 

2. Di da di (Red fire remix) (紅色火熱勁爆) 

3. Di da di (Acidulous orange remix) (藍色晶螢剔透) 

4. Di da di (Crystal blue remix) (橙色微酸香甜) 

### Take a chance on love[35]
Titre chinois : 碰碰看愛情 

Label : Sony Music 

Date de sortie : 1998/08 

Langue : mandarin / anglais 

1. Take a chance on love (碰碰看愛情) 

2. Reflection (English version) 

3. Missing you in 365 days (想你的365天) 

4. Take a chance on love (Karaoke version) 

5. Feelin' good (karaoke version) 

### Do you want my love[36]
Label : 550 Music 

Date de sortie : 1999 

Langue : américain 

1. Do you want my love (w/o rap) 

2. Do you want my love 

3. Do you want my love (Kenny Diaz radio edit) 

4. Do you want my love (Hex Hector mix) 

5. Do you want my love (Alternate lyric w/o rap) 

6. Multimedia 

### Wherever you go[37]
Label : 550 Music 

Date de sortie : 2000 

Langue : américain 

1. Wherever you go (Radio edit) 

2. Wherever you go (Soda club mix) 

3. Wherever you go (Soda club master mix) 

4. Wherever you go (Jonathan Peters radio mix) 

5. Wherever you go (Jonathan Peters Extended radio mix) 

6. Do you want my love (Soda club Master mix) 

## Videographie

### Foot print
Titre chinois : 足跡 

Label : Fancy Pie 

Date de sortie : 1995 

Langue : mandarin 

Format : VCD / DVD 

Contenu : best of de ses clips de 1994 à 1995. 

1-I've never been to me 

2-the sign 

3-tonight 

4-hero 

5-smoke gets in your eyes 

6-can't give you tenderness 

7-I will always love you 

8-break out 

9-stand by me 

10-loved deeply 

11-I'm still your lover 

### You're in my heart concert
Titre chinois : 你在我心上 

Label : Fancy Pie 

Date de sortie : 1995 

Langue : mandarin / anglais 

Format : VCD 

Contenu : son premier grand concert en 1995 à Taiwan. 

1-This is it 

2-Let me love 

3-Meant to be 

4-Don't let me fall for you 

5-Rose garden 

6-You're in my heart 

7-Love me tender 

8-Tonight 

9-Love come so easy 

10-Promise me 

11-Truly and whole-heartedly 

12-What's up 

13-Stand by me 

14-Break out 

15-Fly 

Special edition Beloved karaoke ( 情人被愛 Karaoke) : 

1-I'm still your lover 

2-you're the one I love 

3-woman in love 

4-make the world more beautiful (Merry Christmas) 

5-the apple of your eyes 

6-this is it 

7-let me love 

8-meant to be 

9-don’t let me fall for you 

10-rose garden 

11-you're in my heart 

12-tonight 

13-promise me 

14-come back to me 

### Coco's workout camp
Label : Sony Music 

Date de sortie : 1996 

Langue : mandarin / anglais 

Format : VCD 

Contenu : entrainement physique sur des morceaux de l’album "Coco's party".
1-Another Sad Love Song (dance version) 

2-It's A Party 

3-Shadow Dancing 

4-I Love Your Smile 

5-This Masquarade 

### Coco in Italy[38]
Titre chinois : 吻你 另類寫真 

Label : Sony Music 

Date de sortie : 1998 

Langue : mandarin 

Format : VCD/DVD + album photo 

Contenu : son voyage en Italie où elle tourne les clips de son album "Di da di". 

Il existe également une version contenant un album photo d'une centaine de pages. 

1. CoCo in Italy 

2. CoCo in Luzem 

3. CoCo in Venice 

4. CoCo in Verona 1 

5. MTV Di Da Di 

6. CoCo in Verona 2 

7. CoCo in Sorrento 

8. CoCo in Capri Island 

9. CoCo goes home 

10. MTV all I want to say 

11. Ending 

### Di da di[39]
Label : Sony Music 

Date de sortie : 1998 

Langue : mandarin / cantonais 

Format : VCD 

Contenu : best of des clips de 1996 à 1998 

(principalement de son album "Di da di") 

1-di da di 

2-all I want to say 

3-colors of the world 

4-after winter’s gone 

5-longing to see you (mandarin) 

6-beautiful bimbo 

7-perfect in every way 

8-it’s a party 

9-be careful next time 

10-longing to see you (cantonais) 

11-each time I think of you 

12-waiting for love 

13-yesterday’s passion 

14-love me longer 

### Sunny day[40]
Label : Sony Music 

Date de sortie : 1998 

Langue : mandarin 

Format : VCD 

Contenu : best of des clips de 1996 à 1998 

(principalement de son album "Sunny day") 

1-feelin' good 

2-sunny day 

3-secretly love you 

4-diamond 

5-you are my superman 

6-reflection 

7-don't love you anymore 

8-answer 

9-take a chance on love 

10-love you if I want 

11-my wings (feat. sisters Carol & Nancy) 

12-hiding from the rain 

### Million fans concert[41]
Titre chinois : 萬人迷 

Label : Sony Music 

Date de sortie : 1999 

Langue : mandarin / anglais 

Format : VCD / DVD 

Contenu : son grand concert à Taipei en 1998. 

Disc 1 

1-it’s a party + love you if I want + la bamba + it’s a party 

2-longing to see you 

3-after winter’s gone 

4-feelin’ good + material girl 

5-diamond 

6-you are my superman + Mr. Almost right 

7-each time I think of you 

8-I’m still your lover 

9-secretly love you 

Disc 2 

1-di da di + sha la la 

2-killing me softly 

3-waiting for love 

4-careless whisper 

5-the colors of the world 

6-all I want to say 

7-reflection 

8-sunny day 

9-love me a little longer 

### The video collection
Label : 550 Music 

Date de sortie : 2000 

Langue : américain 

Format : VCD 

Contenu : les clips de son album "Just no other way". 

1-before I fall in love 

2-do you want my love 

3-wherever you go 

4-before I fall in love (karaoke) 

5-up close & personal with Coco Lee 

### Coco so crazy[42]
Label : Sony Music 

Date de sortie : 2002 

Langue : mandarin / américain 

Format : VCD 

Contenu : best of de ses clips de 1999 à 2001. 

1-so crazy 

2-dao ma dan 

3-a love before time 

4-baby I’m sorry 

5-eternal promise 

6-I’m still in love 

7-true lover 

8-love you until... 

9-another woman’s perfume 

10-you & me 

11-just me 

12-when love's in pieces 

13-do you want my love 

14-before I fall in love 

### All my Coco[43]
Label : Sony Music 

Date de sortie : 2002 

Langue : mandarin 

Format : DVD 

Contenu : best of de ses clips de 1996 à 2001. 

1-dao ma dan 

2-so crazy 

3-love you until... 

4-a love before time 

5-true lover 

6-another woman’s perfume 

7-mirror 

8-she cries before she sleeps (feat. Mindy Ke) 

9-di da di 

10-waiting for love 

11-colors of the world 

12-all I want to say 

13-yesterday’s passion 

14-love me longer 

15-longing to see you 

16-after winter’s gone 

17-feelin’ good 

18-each time I think of you 

19-you do love me 

20-secretly love you 

+ 2 vidéos bonus (reportages, interviews, concerts, 

enregistrements en studio, séances photos...) 

## Filmographie

### Master of everything[44]
Titre chinois : 自娱自乐 (Bamboo shoot) 

Titre français : Ça tourne au village 

Date de sortie en Asie : juillet 2004 

Langue : mandarin 

Format : DVD / VCD 

durée : 1h40 

genre : Comédie romantique 

réalisateur : Lee Xin 

writing credits : Sara Chen 

acteurs principaux : 

- Coco Lee : Tang Lu Hua
- John Lone : Mi Ji Hong
- Tao Hong : Mi Alian
- Xia Yu : Wang Sheng Li

Résumé : 
Mi Jihong (John Lone), vit dans un petit village perdu et partage sa maison avec sa sœur (Tao Hong), une jeune femme très énergique. Mi Jihong est secrètement amoureux de sa meilleure amie, Luhua (Coco Lee), la fille du chef du village, magnifiquement belle mais particulièrement sous-douée. Mi Jihong assiste à la cuisante humiliation qu'elle subit en se présentant à une audition pour devenir actrice. Il décide alors de réaliser lui-même un film dont Luhua sera la star. Il hypothèque sa maison et achète une petite caméra digitale. Dans l'impossibilité de financer son film, il a l'ingénieuse idée de faire payer aux villageois leur participation dans le film, le premier rôle étant naturellement le plus rémunérateur... Mais le tournage ne se passe pas comme prévu...